# Тейшейра, Дионатан
Дионатан ду Наскименту Тейшейра (порт.-браз. и словац. Dionatan do Nascimento Teixeira; 24 июля 1992, Лондрина, Бразилия — 5 ноября 2017, там же) — словацкий футболист бразильского происхождения, центральный защитник.

## Карьера
Тейшейра начал свою карьеру в местной команде «Лондрина» в своей родной стране. В возрасте 16 лет он решил переехать в Европу и заключил контракт с молодёжной словацкой командой «Кошице». В 2009 году Дионатан был на просмотре у ряда английских команд, таких как «Мидлсбро», «Блэкберн Роверс», «Ньюкасл Юнайтед» и «Манчестер Сити».
Тейшейра вернулся в Кошице в апреле 2009 года и дебютировал в команде 18 апреля 2009 года в матче против клуба «Дубница». Из-за отсутствия шансов на попадание в состав в Кошице Дионатан отправился в аренду в «Слован», но так и не сыграл ни одного матча за клуб. Тейшера ушёл из «Кошице» летом 2012 года и, проведя несколько матчей за любительский клуб, присоединился к команде из Первой лиги Словакии «Баник». В марте 2013 года присоединился к команде словацкой Суперлиги «Дукла».
В январе 2014 года был на просмотре у английском клубе «Рединг» и «Сток Сити» в марте 2014 года.
11 июня 2014 года Дионатан подписал трёхлетний контракт с «Сток Сити», после покупки игрока главный исполнительный директор Тони Скоулз говорил: «Мы следили за быстро прогрессирующим Дионатаном в течение некоторого времени, и мы рады, что получили  этого игрока, нет никаких сомнений, что он талантливый игрок с большим потенциалом».
Начало карьеры Дионатана в «Сток Сити» было осложнено тем, что он сломал ногу на тренировке, эта травма не позволила ему сыграть большую часть сезона 2014/15. Дебютировал за «Сток Сити» 21 февраля 2015 года, выйдя на замену в матче против «Астон Виллы».
Скончался 5 ноября 2017 года в результате сердечного приступа.

## Международная карьера
Тейшейра играл в сборной Бразилии до 17 лет, пока не получил паспорт Словакии в 2013 году.

## Стиль игры
Тренер «Сток Сити» Марк Хьюз описал Дионатана как левостороннего защитника, который имеет крупное телосложение, но, несмотря на это, достаточно мобилен, и сравнил его с Райаном Нелсеном, который играл с Хьюзом в «Блэкберне».

## Статистика

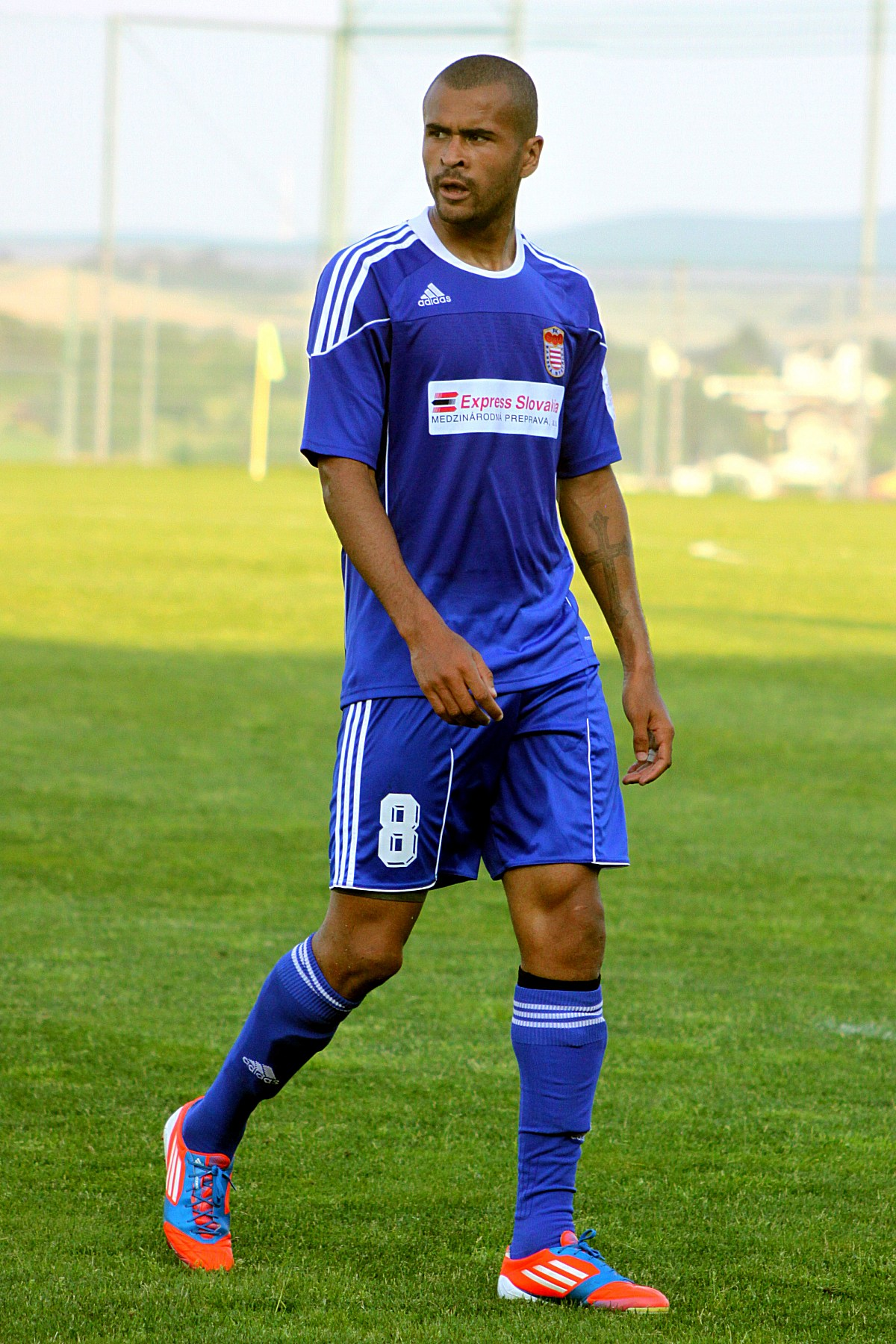
Тейшейра в игре за «Дуклу» в 2013 году

| Клуб            | Сезон           | Лига                    | Лига  | Лига | Кубок | Кубок | Кубок Лиги | Кубок Лиги | Всего | Всего |
| Клуб            | Сезон           | Дивизион                | Матчи | Голы | Матчи | Голы  | Матчи      | Голы       | Матчи | Голы  |
| --------------- | --------------- | ----------------------- | ----- | ---- | ----- | ----- | ---------- | ---------- | ----- | ----- |
| Кошице          | 2009/10         | Суперлига Словакии      | 2     | 0    | 0     | 0     | —          | —          | 2     | 0     |
| Кошице          | 2010/11         | Суперлига Словакии      | 0     | 0    | 0     | 0     | —          | —          | 0     | 0     |
| Кошице          | 2011/12         | Суперлига Словакии      | 0     | 0    | 0     | 0     | —          | —          | 0     | 0     |
| Баник Ружина    | 2012/13         | Первая лига Словакии    | 9     | 1    | 0     | 0     | —          | —          | 9     | 1     |
| Дукла           | 2012/13         | Суперлига Словакии      | 13    | 0    | 0     | 0     | —          | —          | 13    | 0     |
| Дукла           | 2013/14         | Суперлига Словакии      | 22    | 3    | 0     | 0     | —          | —          | 22    | 3     |
| Сток Сити       | 2014/15         | Английская Премьер-лига | 1     | 0    | 0     | 0     | 0          | 0          | 1     | 0     |
| Всего в карьере | Всего в карьере | Всего в карьере         | 47    | 4    | 0     | 0     | 0          | 0          | 47    | 4     |